# Uyển Thành
Uyển Thành (giản thể: 宛城区; phồn thể: 宛城區; bính âm: Wǎnchéng qū) là một khu (quận) thuộc địa cấp thị Nam Dương, tỉnh Hà Nam, Trung Quốc.

### Nhai đạo
| - Đông Quan (东关街道) - Tân Hoa (新华街道) - Hán Dã (汉冶街道) | - Trọng Cảnh (仲景街道) - Bạch Hà (白河街道) - Tảo Lâm (枣林街道) |

### Trấn
- Quan Trang (官庄镇)
- Ngõa Điếm (瓦店镇)
- Hồng Nê Loan (红泥湾镇)
- Hoàng Đài Cương (黄台岗镇)

### Hương
| - Lật Hà (溧河乡) - Hán Trủng (汉冢乡) - Kim Hoa (金华乡) | - Trà Am (茶庵乡) - Cao Miếu (高庙乡) - Tân Điếm (新店乡) |